# 沃特福德 (愛爾蘭)
沃特福德（發音：[pˠɔɾˠt̪ˠ ˈl̪ˠaːɾʲ(ə)ɟə]）是愛爾蘭東南部的一座城市。
位於舒爾河下游。2006年人口49,240人 （市區45,775人；郊區3,465人），是該國第五大城市。也是沃特福德郡郡治。
建於914年，是愛爾蘭最古老的城市。

## 景点
- 天主圣三主教座堂（天主教）
- 基督教会座堂（圣公会）

## 姐妹城市
- 加拿大聖約翰
- 美国羅徹斯特
- 法國聖埃爾布蘭